# سوفي آن سايمز
سوفي آن سايمز (بالفنلندية: Suvi-Anne Siimes)‏ (و. 1963  م) هي سياسية، واقتصادية فنلندية، ولدت في هلسنكي، هي عضوةٌ تحالف اليسار (1992–2006).

## مناصب
تولت منصب عضو برلمان فنلندا ‏ (24 مارس 1999–20 مارس 2007)
- وزير الثقافة ‏ (4 سبتمبر 1998–14 أبريل 1999)
- رئيس مجلس الإدارة، تحالف اليسار (1998–2006)

.